# 施图文博恩
施图文博恩是德国石勒苏益格－荷尔斯泰因州的一个市镇。总面积7.99平方公里，总人口897人，其中男性461人，女性436人（2011年12月31日），人口密度112人/平方公里。